# 楽安公主 (北斉)
楽安公主（らくあんこうしゅ、? - 577年?）は、中国北斉の公主。文宣帝高洋の姪にあたる。

## 生涯
東魏の権臣高歓の長男高澄と正室の馮翊公主（孝静帝の妹）の長女として生まれた。高孝琬の同母妹にあたる。高洋が北斉を建てると、高澄は文襄皇帝の諡号で追尊され、長女は楽安公主に封じられた。
天保初め、即位後間もない文宣帝の命により、楽安公主は高澄の腹心崔暹の息子である崔達拏に降嫁した。その後、文宣帝は「達拏はそなたに対して優しいか」と尋ねた。公主は「夫は私に敬意を払ってくれますが、姑だけは私を嫌っています」と答えた。文宣帝は崔達拏の母を自ら手にかけて殺し、その死体を漳水に投げ込んだ。
北斉の滅亡後、楽安公主は崔達拏に殺された。

## 伝記資料
- 『北史』本紀第7 斉本紀中 顕祖文宣帝
- 『北史』列伝第22